# 4670 Yoshinogawa
4670 Yoshinogawa este un asteroid din centura principală, descoperit pe 19 decembrie 1987 de Tsutomu Seki.